# Percy, Buffalo Bill och jag
Percy, Buffalo Bill & jag är en svensk komedifilm från 2005 i regi av Anders Gustafsson.

## Handling
Ulf tror att det ska bli en vanlig sommar. Att han ska åka till farfar och farmor på landet, bada, retas med brorsan, vara med sina sommarkompisar och räkna farfars fisar om natten. Men så blir det inte. För i år blir han kär i Pia.

## Rollista
- Hampus Nyström – Ulf
- Daniel Bragderyd – Percy
- Börje Ahlstedt – Farfar
- Félice Jankell – Pia
- Anders Österholm – Jan
- Lena Strömdahl – farmor
- Niklas Hjulström – Ulfs pappa
- Lisa Lindgren – Ulfs mamma
- Tove Wiréen – caféförestånderska
- Ulf Dohlsten – Klasses pappa
- Lotta Karlge – Percys mamma
- Christer Fjellström – läkaren
- Nicklas Winter – Leffe
- Wilma Karlsson – Leffes lillasyster
- Emilia Widstrand – Marianne
- Sybren van Fjildsicht häst – Svarten

## Om filmen
Ulf Stark har skrivit manus efter sin egen roman Min vän Percy, Buffalo Bill och jag. Inspelningen ägde rum 23 augusti - 15 oktober 2004 i och omkring Hamburgsund och Uddevalla i Bohuslän.